# Харпичанское сельское поселение
Харпича́нское се́льское поселе́ние — муниципальное образование в Солнечном районе Хабаровского края Российской Федерации. Образовано в 2004 году. 
Административный центр — посёлок сельского типа Харпичан.

## Население
| 2010 | 2011 | 2012 | 2013 | 2014 | 2015 | 2016 |
| ---- | ---- | ---- | ---- | ---- | ---- | ---- |
| 928  | ↘926 | ↗929 | ↘910 | ↘895 | ↘891 | ↘869 |
| 2017 | 2018 | 2019 | 2020 | 2021 |      |      |
| ↘852 | ↘831 | ↘818 | ↘791 | ↘545 |      |      |

## Населённые пункты
В состав поселения входят 2 населённых пункта:
| № | Населённый пункт | Тип     | Население |
| - | ---------------- | ------- | --------- |
| 1 | Сельхоз          | посёлок | ↘37       |
| 2 | Харпичан         | посёлок | ↘508      |